# Electronic Program Guide
Als Electronic Program Guide (EPG) [ɪˌlɛkˈtɹɑːnɪk ˈpɹoʊɡɹæm ˈɡaɪd] (Englisch für: elektronischer Programmführer) bezeichnet man elektronisch verbreitete Informationen über das aktuelle Hörfunk- und Fernsehprogramm. Die Daten werden heute in der Regel als Zusatzangebot von den Sendern ausgestrahlt und sind kostenlos zu empfangen. Der elektronische Programmführer bietet einen Ersatz für gedruckte Programmzeitschriften, die meistens allerdings ein größeres Angebot haben, das sich nicht auf die reine Programminformation beschränkt. Die offizielle Schreibweise im ETSI-Standard (ETSI EN 300 707) und in IEC 60417 ist Electronic Programme Guide.

## Funktionsweise

Symbol zum Aufruf des EPG auf Fernbedienungen nach IEC 60417

Mit Hilfe des EPGs lässt sich das laufende und kommende Fernseh- oder Radioprogramm anzeigen. Die Programmübersicht beinhaltet mindestens den Titel, die Uhrzeit und die Dauer jeder Sendung. Zusätzlich können zu den einzelnen Sendungen kurze Beschreibungen des Inhalts – bei einigen EPG-Formaten auch mit Bildern – angezeigt werden. Aufgrund der Integration in das Empfangsgerät lässt sich aus dem EPG heraus das Programm umschalten oder die Aufnahme einer ausgewählten Sendung programmieren.
Der Seitenbereich 300–399 im Teletext ist ein Vorläufer des EPG. Dieser Bereich wird von den meisten deutschen Sendern genutzt, um das eigene Programm der nächsten Tage aufzulisten. Auch dieses Format konnte von einigen Empfangsgeräten zur einfachen Programmierung von Video-Aufzeichnungen verwendet werden. Diese Funktion wurde später durch ShowView erweitert.
Der EPG wird, wie auch der Videotext, digital in Binärcode übertragen. Beim Videotext wurde das Digitalsignal jedoch auf den analogen Träger aufmoduliert, wohingegen beim EPG die Daten Teil des kompletten Digitalsignals sind. Für die Anzeige jedes EPG-Formats ist eine spezielle Software notwendig. Der Vorteil der binären Übertragung ist die Möglichkeit der maschinellen Auswertung der Daten, die neben den bereits erwähnten Möglichkeiten auch komplexe Suchabfragen erlauben.
Im digitalen Fernsehen werden die EPG-Daten nach dem DVB-SI-EIT-Standard übertragen, siehe Event Information Table. Anhand der bereitgestellten Informationen innerhalb der EIT ist es möglich, eine elektronische Programmzeitung zu erstellen, die die folgenden Informationen beinhaltet:
- Name der Sendung mit kurzer und ausführlicher Beschreibung
- Beschreibung der Datenströme in mehreren Sprachen
  - Bildformat: z. B. 4:3 Seitenverhältnis mit 25 Hz
  - Tonformat: Stereo oder Raumklang (Dolby Digital)
- Ob und mit welchem Verfahren eine Sendung verschlüsselt ist
- Kennung des so genannten content_descriptor (das ist die jeweilige Programmart, Kategorie bzw. Klassifikation). z. B. Spielfilm, Sportveranstaltung, Kinderprogramm usw.
- Altersbeschränkung für die entsprechende Sendung, ab 12, 16, 18 Jahren
- Länderkennung für die entsprechende Sendung
- Kennzeichnung einer interaktiven Sendung
- Bitrate einer Sendung

Die Daten, die innerhalb der EIT gesendet werden können, müssen nicht gesendet werden und ergeben für Programme mit Dauerwerbesendungen oder kontinuierlichen Nachrichten wenig Sinn. Das hat zur Folge, dass jedem Anbieter selber überlassen wird, was an zusätzlichen Daten gesendet wird. Somit ist es nicht möglich, eine konsistente elektronische Programmzeitung zu erstellen. So sendet z. B. iesy keinen „content_descriptor“. Damit zeigen die Empfänger keine Programmart (Kategorie bzw. Klassifikation) an.
Digitalempfänger verfügen in der Regel über einen eingebauten EPG, der diese Daten anzeigt. Externe EPG zum Beispiel nach dem MHP-Standard können Bilder und zusätzliche Informationen anzeigen und auch einen digitalen Videorekorder oder HTPC programmieren.
Im analogen Fernsehen gibt es mehrere konkurrierende EPG-Standards. Gemeinsam von vielen europäischen Fernsehgeräteherstellern wurde in den Jahren 1994 bis 1996 ein offener Standard entwickelt (ETSI Standard ETS 300 707), der in Fernsehgeräten und Videorekordern unter der Marke NexTView vertrieben wird. Daneben gibt es weitere proprietäre Verfahren wie den Guide+ von Rovi.

## Bekannte EPG

### Guide Plus+
Die Daten für den Programmführer der Firma TiVo Corporation werden in Europa auf folgenden Kanälen (Host) über die vertikale Austastlücke übertragen:
- Deutschland: Tele 5, Bibel TV, Mona TV (DVB-T), Eurosport (DVB-S und Kabel Deutschland)
- Österreich, Schweiz, Niederlande: Eurosport (nur analog)
- England: Eurosport (für SKY-Kunden), bid up (DVB-T)
- Frankreich: Canal+ (nur analog)
- Italien: MTV
- Spanien: nur terrestrisch

Der Download der TV-Daten auf das Gerät erfolgt in der Regel automatisch über Nacht (zwischen 3:00 und 5:00 Uhr). Zusätzlich kann – je nach Gerät – ein Download um 10:00 und um 14:00 Uhr erfolgen und dauert jeweils zwei Stunden. In dieser Zeit werden Updates der unterstützten Receiver und sonstiger Daten durchgeführt. Dazu muss das jeweilige Gerät ausgeschaltet (auf Standby) sowie der Host-Kanal programmiert sein. Manche Geräte lassen es zu, eine Priorität anzugeben: entweder Aufnehmen oder EPG-Aktualisierung durchführen. Die meisten der Guide-Plus-fähigen DVD-Recorder (Ausnahme: Panasonic) beinhalten einen Infrarot-Sender (sog. G-Link), der zur Steuerung von bestimmten, unterstützten Satellitenempfängern verwendet werden kann, so dass bei Aufnahmen der Satellitenempfänger auf das gewünschte Programm umgeschaltet wird, ohne dass der Benutzer dies manuell machen muss.
Guideplus von der TiVo Corporation hat seine Übertragung seit Januar 2017 eingestellt. Es werden keine Programmdaten mehr übertragen. Die Aufnahme bei Festplattenrecordern kann nur noch manuell erfolgen.

### SiehFern INFO (SFI)
SiehFern INFO, kurz SFI, ist der proprietäre EPG des Unterhaltungselektronik-Herstellers Technisat (in Kooperation mit der FUNKE Digital TV Guide GmbH und der Programmzeitschrift TV Digital) und kann über DVB-S, DVB-C und DVB-T deutschlandweit empfangen werden. Neben ausführlichen Programmbeschreibungen bietet er eine siebentägige Programmvorschau, Genrekennung und -filterung, Volltextsuche und integrierte Timerprogrammierung.

### Freenet-TV-Programmführer für DVB-T
Der EPG des terrestrischen Fernsehens DVB-T wird in Deutschland von dem Anbieter Freenet TV zur Verfügung gestellt. Verfügbar ist ein hybrider HbbTV-Programmplan, der neben den DVB-T-Sendern auch IPTV-Sender anzeigt. In Kooperation mit mixd.tv kann er auch direkt auf die Mediatheken-Inhalte der Sender verweisen. Dafür ist es möglich, auch das Programm der vergangenen Tage anzuzeigen. Dieser EPG benötigt allerdings einen Internetzugang des Endgeräts. Auch über die SI-Daten werden sowohl DVB-T- als auch IPTV-Sender innerhalb des nativen EPGs des TV-Geräts angezeigt. Hierfür werden sogenannte Barker-Channels verwendet, die nur zur Übertragung der HbbTV URL und der SI-Daten für den EPG dienen, sonst aber keine Bandbreite im DVB-T-Spektrum benötigen.

## Programmierung des Videorecorders
Die gesendeten Programmdetails (Senderkennung, Datum, Start- und Endzeitpunkt) der Filme werden von den Festplatten- und DVD-Rekordern als solche erkannt, importiert und können zur Programmierung benutzt werden. Dabei kann man, anders als bei der manuellen Eingabe der Sendungsdaten oder des ShowView-Codes, mit wenigen Knopfdrücken die Daten aus dem EPG in die Rekordersteuerung zur Aufnahme übernehmen. Neben der Aufnahme werden oft auch die Hintergrundinformationen wie Autor, Schauspieler, Text und Aufnahmezeitpunkt archiviert.
Auch wenn die EPG-Informationen für mehr als 14 Tage gesendet werden, stellen einige Geräte nur die Daten der nächsten Woche für die Programmierung der Aufnahmen zur Verfügung. Es gibt Geräte, welche die selbstständige Aufnahme von Serien mit festen Zeiten und aufgrund von Stichwörtern oder CRIDs unterstützen.

## Urheberrecht
Soweit Texte, Bilder und andere urheberrechtlich geschützte Inhalte in EPG angezeigt werden, ist eine Lizenz der jeweiligen Urheber erforderlich. Für die Nutzung von Begleitmaterial ihrer Programminformationen in EPG hat die VG Media entsprechende Tarife für die durch sie vertretenen Sender aufgestellt.

### Technische Standards
- ETSI TR 102 988 V1.1.1 (2011-05) (PDF; 478 kB) "Media Content Distribution (MCD); Programme guide information distribution, situation and perspective"
- ETSI EN 300 707 V1.2.1 (2003-04) (PDF; 746 kB) "Electronic Programme Guide (EPG); Protocol for a TV Guide using electronic data transmission"
- ETSI EN 300 468 V1.13.1 (2012-04) (PDF; 1,8 MB)
- ETSI TS 102 323 V1.5.1 (2012-01) (PDF; 912 kB)
- ETSI TS 101 211 V1.11.1 (2012-04) (PDF; 639 kB)
- ETSI TR 101 288 V1.3.1 (2002-12) (PDF; 563 kB)
- TV-Anytime (TVA)

### Anbieterseiten
- SiehFern INFO

### Sonstiges
- EPG bei VDR-WIKI
- Gegenüberstellung von EPG-Software auf der Seite des EPGs TV-Browser.